# Joseph Haßreiter

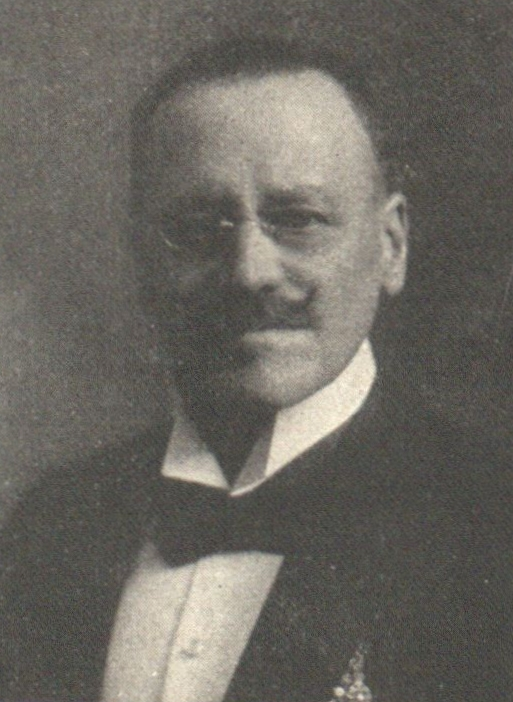
Aufnahme aus 1918

Joseph Haßreiter (* 31. Dezember 1845 in Mauer bei Wien; † 8. Februar 1940 in Wien; auch Josef Hassreiter) war ein österreichischer Tänzer, Ballettmeister und Choreograf.

## Leben
Sein Vater war Corpstänzer am Kärntnertortheater und betrieb eine Ballettschule in Wieden. Joseph Haßreiter erhielt seine Ausbildung in Wien ab 1851 beim Solotänzer Gustave Carey (~1817–1881) und vom Ballettmeister Giovanni Golinelli (1809–1884) in der Ballettschule des Kärntnertortheaters, in dem damals auch Aufführungen der k. k. Hofoper stattfanden. 
Nach Engagements als Erster Solotänzer am Königlichen Hof- und Nationaltheater München (1864–1868) und anschließend am Königlichen Hoftheater Stuttgart kehrte Haßreiter 1870 nach Wien zurück und wurde Erster Solotänzer des Wiener Hofopernballetts. In dieser Eigenschaft war er 20 Jahre Mitglied der Hofoper.
Daneben leitete er sein eigenes Tanzinstitut und war Tanzmeister der Hocharistokratie, wo er u. a. die Wohltätigkeitsfeste der Fürstin Pauline Metternich arrangierte, zeitweise war er auch als Hoftanzlehrer tätig. 
Mit 1. Jänner 1891 übertrug man Haßreiter, nicht zuletzt wegen seines großen Erfolges mit dem Ballett Die Puppenfee (1888), die Stelle des Hofballettmeisters. Als Vorstand des Ballettensembles erneuerte er es grundlegend und wurde damit zum Schöpfer des Wiener Balletts, als Leiter der Ballett-Tanzschule am k. k. Hof-Operntheater sorgte er außerdem für die Ausbildung des Nachwuchses.
Haßreiter war auch als Regisseur, Ballettmeister und Choreograf tätig, oft auch an ausländischen Bühnen, wie in Berlin oder Mailand. Er schrieb die Choreografie zu 48 Werken und für 10 Ballette das Libretto, darunter Die Puppenfee, das mit am meisten aufgeführte Ballett im deutschsprachigen Raum. Allein zu Haßreiters Lebzeiten erlebte dieses Werk in Wien mehr als 600 Aufführungen, auf mehr als 500 Bühnen der Welt wurde es gespielt.
Joseph Haßreiter war mit Cäcilie, geb. Amort (genannt Cilli), verheiratet. Mit ihr hatte er drei Töchter, Berta, Maria und Josefine. Seine letzte Ruhestätte befindet sich am Penzinger Friedhof (Südmauer, Gruft 18). 1935 wurde anlässlich seines 90. Geburtstages der Haßreitersteig in Wien-Liesing nach ihm benannt.
Die Schriftstellerin Vicki Baum berichtet in ihrer Autobiografie, dass ihr Vater Hermann Baum die Ehe zwischen Haßreiter und Cäcilie angebahnt habe. Ihr Vater sei Haßreiter zeitlebens aufs äußerste ergeben gewesen, habe diesen verehrt und in der Familie sogar von seiner Zeit der Freundschaft als "Ehe" mit Haßreiter gesprochen.

## Auszeichnungen
- Ehrenmitglied der Wiener Hofoper (1915)
- Franz-Joseph-Orden
- Goldenes Verdienstkreuz

sowie zahlreiche ausländische Orden

## Werk
Haßreiter legte bei seinen Choreografien besonderen Wert auf den dekorativen Einsatz von Darstellungs- und Bühnenmittel und setzte dafür die zu seiner Zeit vorhandene neueste Bühnentechnik ein. In Zusammenarbeit mit den Komponisten schuf er in seinen Balletten rasche Abfolgen der Szenen, in denen ein hierarchisch geordnetes Ensemble in groß angelegten Formationen beeindrucken konnte.
„Die Verdienste des Künstlers um die Tanzkunst sind mit goldenen Lettern in der Geschichte des Instituts verzeichnet. Hätte Haßreiter nur ‚Die Puppenfee’ geschaffen, so hätte dies genügt, um seinem Namen bleibendes Gedenken zu sichern. Doch auch seine anderen Werke gehören zu den Perlen der Tanzdichtung aller Zeiten. Unser Ballett war eine Familie und Haßreiter war unser aller Vater und Freund. Den Ehrentitel ‚Papa Haßreiter’ führte er mit Recht nicht nur wegen seiner Verdienste um die künstlerische Führung seiner Schüler, sondern auch wegen seiner liebevollen Fürsorge in privater Hinsicht.“
- Die Puppenfee. Libretto: Friedrich Gaul und Joseph Haßreiter, Musik: Josef Bayer, UA: 4. Oktober 1888 am K. K. Hof-Operntheater (an dem auch alle folgenden Werke uraufgeführt wurde)
- Sonne und Erde. Libretto: Friedrich Gaul und Joseph Haßreiter, Musik: Josef Bayer, 19. November 1889
- Ein Tanzmärchen. Libretto: Friedrich Gaul und Joseph Haßreiter, Musik: Josef Bayer, 1890
- Rouge et noir. Libretto: Hermann Heinrich Regel, Musik: Josef Bayer, 1891
- Die goldene Märchenwelt. Libretto: Friedrich Gaul, Musik: Heinrich Berté, 1893
- Rund um Wien. Libretto: Friedrich Gaul und Alfred Maria Willner, Musik: Josef Bayer, 1894
- Amor auf Reisen. Libretto: Alfred Maria Willner, Musik: Heinrich Berté, 1895
- Die Braut von Korea. Libretto: Hermann Heinrich Regel und Joseph Haßreiter, Musik: Josef Bayer, 1897
- Die roten Schuhe. Libretto: Hermann Heinrich Regel und Joseph Haßreiter, Musik: Raoul Maria Mader, 1898
- Die Perle von Iberien. Libretto: Irene Sironi, Musik: Joseph Hellmesberger junior, 1902
- Atelier Brüder Japonet. Libretto: Joseph Haßreiter, Musik: Franz Skofitz, 1906
- Aschenbrödel. Libretto: Hermann Heinrich Regel nach Albert Kollmann, Musik: Johann Strauss (Sohn), ergänzt von Josef Bayer, 1908
- Die Jahreszeiten der Liebe. Libretto: Hermann Heinrich Regel, Musik: Franz Schubert, arrangiert von Julius Lehnert, 1911
- Die Prinzessin von Tragant. Libretto: Hermann Heinrich Regel, Musik: Oscar Straus, 13. November 1912 unter der Leitung von Bruno Walter[4][5][6]
- Der achtzehnte Lenz. Libretto: Joseph Haßreiter, Musik: Erzherzogin Maria Immakulata, instrumentiert von Josef Klein; 1918[7]